# Aridagawa

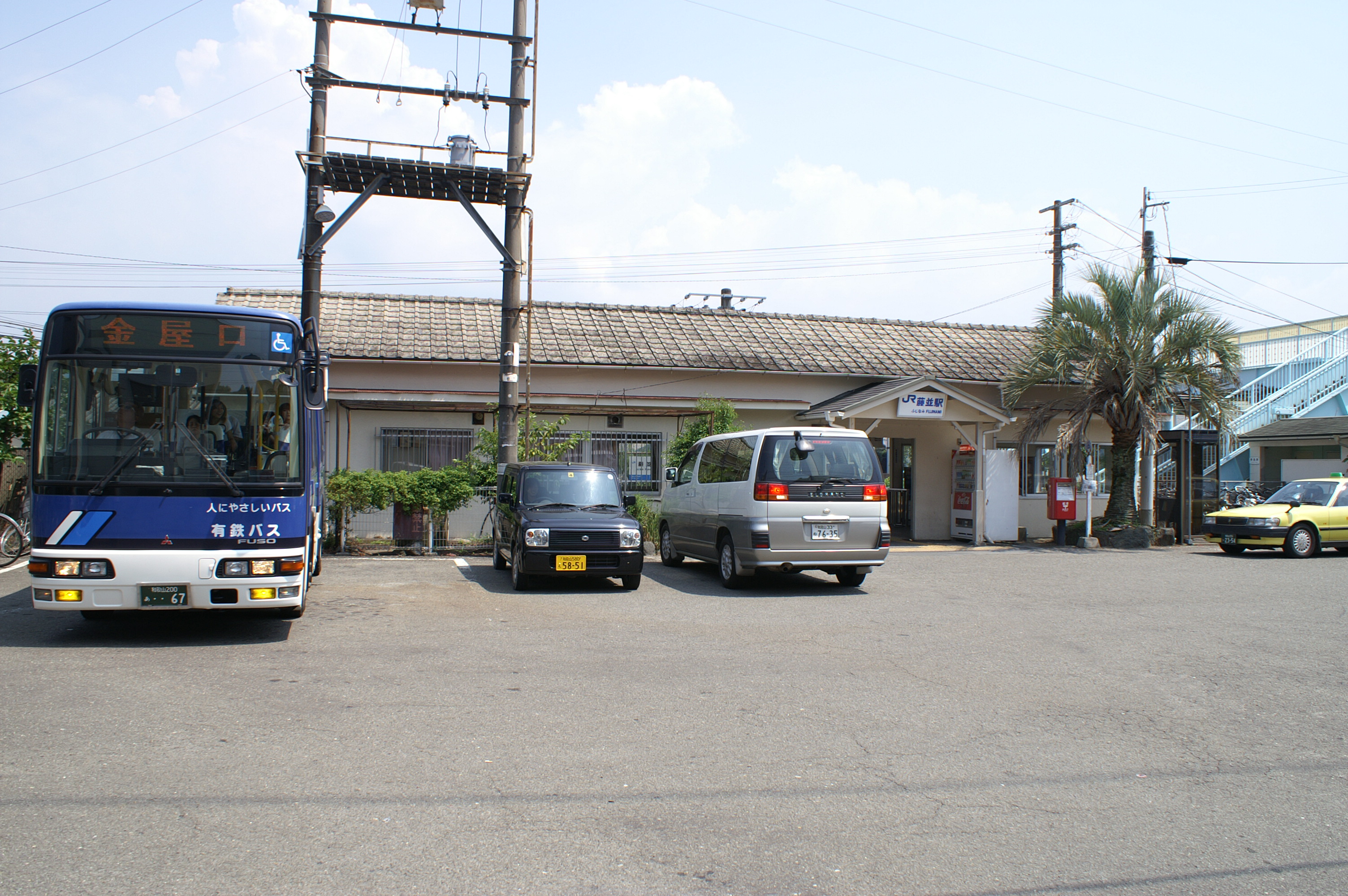
Station Fujinami

Aridagawa (Japans: 有田川町, Aridagawa-chō) is een  gemeente  in het district  Arida van de Japanse prefectuur Wakayama, Japan. Begin  2008 had de gemeente een geschatte bevolking van 28.306 inwoners en een bevolkingsdichtheid van 80,5  inwoners per km². De totale oppervlakte van deze gemeente is 351,77 km².  De gemeente ontstond op 1 januari 2006  uit de fusie van de gemeenten Kanaya, Kibi en Shimizu. De rivier Aridagawa stroomt door de gemeente.

## Aangrenzende steden en gemeenten
- prefectuur Wakayama
  - Arida, Kainan, Tanabe
  - District Arida: Yuasa, Hirogawa
  - District Kaiso: Kimino
  - District Hidaka: Hidakagawa
  - District Ito: Katsuragi

- prefectuur Nara
  - District Yoshino: Nosegawa

## Verkeer

### Wegen
- Autosnelweg

Aridagawa ligt aan de Hanwa-autosnelweg
- - afrit 25 Arida
  - afrit 26 Arida Minami
- Autoweg

Aridagawa ligt aan de autowegen 42, 371, 424 en 480. 
- Prefecturale weg

Aridagawa ligt aan de prefecturale wegen 22 en 159.

### Trein
- JR West: Station Fujinami

Via de Kisei-lijn is het 90 min tot Station Tennoji

## Geboren in Aridagawa
- Osamu Higashio, honkbalspeler
- Myōe, een Japanse boeddhistische monnik uit de Kamakura-periode
- Sōgi, een Japanse dichter uit de 15e eeuw
- Masato Yoshii, honkbalspeler